# کنزو شیرای

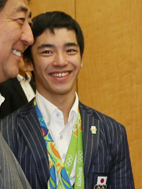
کنزو شیرای در سال ۲۰۱۶

کنزو شیرای (به انگلیسی: Kenzo Shirai) ژیمناست زادهٔ ۲۴ اوت ۱۹۹۶ میلادی اهل کشور ژاپن است. شیرای در المپیک تابستانی ۲۰۱۶ در بخش تیمی مردان به همراه تیم ژاپن به مدال طلا دست یافت و در پرش از خرک برنز گرفت. هم‌چنین در مسابقات جهانی تاکنون ۳ مدال طلا و ۲ مدال نقره به دست آورده است.